# Caos quàntic
El caos quàntic és una branca de la física centrada en com es poden descriure sistemes dinàmics clàssics caòtics en termes de teoria quàntica. La pregunta principal que el caos quàntic pretén respondre és: "Quina relació hi ha entre la mecànica quàntica i el caos clàssic?" El principi de correspondència estableix que la mecànica clàssica és el límit clàssic de la mecànica quàntica, concretament en el límit en què la relació de la constant de Planck a l'acció del sistema tendeix a zero. Si això és cert, aleshores hi ha d'haver mecanismes quàntics subjacents al caos clàssic (tot i que potser aquesta no és una manera fructífera d'examinar el caos clàssic). Si la mecànica quàntica no demostra una sensibilitat exponencial a les condicions inicials, com pot sorgir la sensibilitat exponencial a les condicions inicials en el caos clàssic, que ha de ser el límit del principi de correspondència de la mecànica quàntica?
Per tractar d'abordar la qüestió bàsica del caos quàntic, s'han utilitzat diversos enfocaments:
1. Desenvolupament de mètodes per resoldre problemes quàntics on la pertorbació no es pot considerar petita en la teoria de la pertorbació i on els nombres quàntics són grans.
2. Correlacionar descripcions estadístiques de valors propis (nivells d'energia) amb el comportament clàssic del mateix hamiltonià (sistema).
3. Estudi de la distribució de probabilitat dels estats propis individuals (vegeu cicatrius i ergodicitat quàntica).
4. Mètodes semiclàssics com la teoria de l'òrbita periòdica que connecten les trajectòries clàssiques del sistema dinàmic amb les característiques quàntiques.
5. Aplicació directa del principi de correspondència.

Durant la primera meitat del segle xx, el comportament caòtic en mecànica va ser reconegut (com en el problema dels tres cossos en la mecànica celeste), però no ben entès. En aquest període es van establir les bases de la mecànica quàntica moderna, deixant de banda essencialment la qüestió de la correspondència quàntica-clàssica en sistemes el límit clàssic dels quals exhibeix el caos.

## Aproximacions
Les qüestions relacionades amb el principi de correspondència sorgeixen en moltes branques diferents de la física, que van des de la física nuclear fins a la física atòmica, molecular i de l'estat sòlid, i fins i tot a l'acústica, les microones i l'òptica. Tanmateix, la correspondència clàssica-quàntica en la teoria del caos no sempre és possible. Així, algunes versions de l'efecte papallona clàssic no tenen homòlegs en mecànica quàntica.

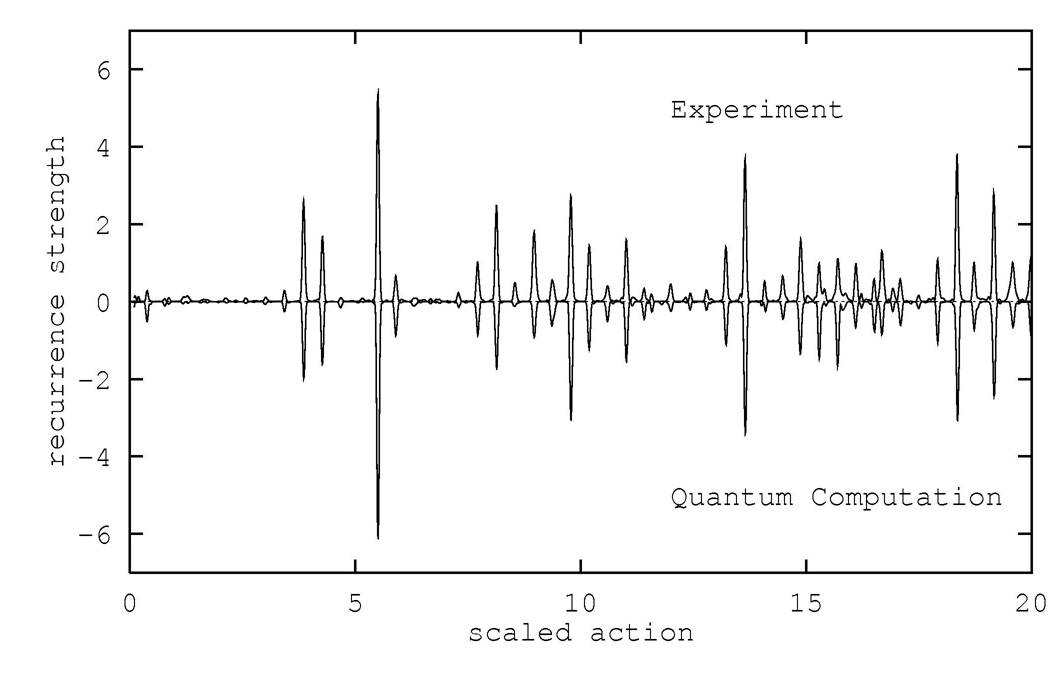
Comparació d'espectres de recurrència experimentals i teòrics del liti en un camp elèctric a una energia escalada de.

Les observacions importants sovint associades amb sistemes quàntics clàssicament caòtics són la repulsió a nivell espectral, la localització dinàmica en l'evolució del temps (per exemple, les taxes d'ionització dels àtoms) i les intensitats d'ones estacionàries millorades en regions de l'espai on la dinàmica clàssica només presenta trajectòries inestables (com en la dispersió). En l'enfocament semiclàssic del caos quàntic, els fenòmens s'identifiquen en espectroscòpia analitzant la distribució estadística de línies espectrals i connectant periodicitats espectrals amb òrbites clàssiques. Altres fenòmens apareixen en l'evolució temporal d'un sistema quàntic, o en la seva resposta a diversos tipus de forces externes. En alguns contextos, com ara l'acústica o les microones, els patrons d'ona són directament observables i presenten distribucions d'amplitud irregulars.
El caos quàntic normalment tracta sistemes les propietats dels quals s'han de calcular utilitzant tècniques numèriques o esquemes d'aproximació (vegeu, per exemple, la sèrie Dyson). Les solucions simples i exactes es veuen excloses pel fet que els components del sistema s'influeixen mútuament d'una manera complexa o depenen de forces externes variables temporalment.